# Expedition 23

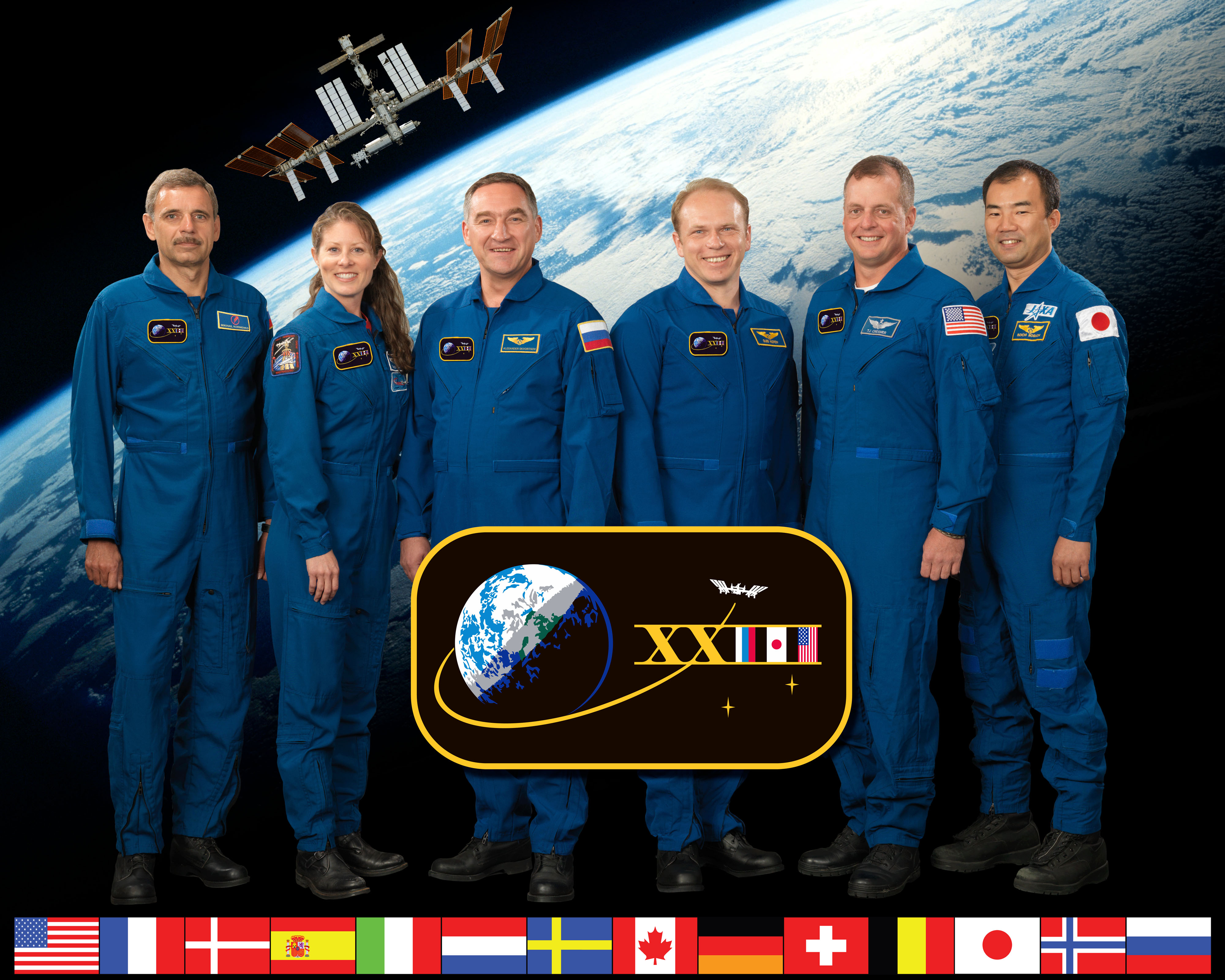
Expedition 23 besättning.

Expedition 23 var den 23:e expeditionen till Internationella rymdstationen (ISS). Expeditionen började den 18 mars 2010 då sista delen av Expedition 22s besättning återvände till jorden med Sojuz TMA-16.
Aleksandr Skvortsov, Mikhail Korniyenko och Tracy E. Caldwell anlände till stationen den 4 april 2010.
Expeditionen avslutades den 2 juni 2010 då Oleg Kotov, Soichi Noguchi och Timothy J. Creamer återvände till jorden med Sojuz TMA-17.
Under Expedition 23 levererade rymdfärjan Atlantis under flygningen STS-132, den ryska dockningsmodulen Rassvet till rymdstationen.

## Besättning
| Position       | Första delen (18 mars- 4 april 2010)          | Andra delen (4 april - 2 juni 2010)           |
| -------------- | --------------------------------------------- | --------------------------------------------- |
| Befälhavare    | Oleg Kotov, RSA Hans andra rymdfärd           | Oleg Kotov, RSA Hans andra rymdfärd           |
| Flygingenjör 1 | Soichi Noguchi, JAXA Hans andra rymdfärd      | Soichi Noguchi, JAXA Hans andra rymdfärd      |
| Flygingenjör 2 | Timothy J. Creamer, NASA Hans första rymdfärd | Timothy J. Creamer, NASA Hans första rymdfärd |
| Flygingenjör 3 |                                               | Aleksandr Skvortsov, RSA Hans andra rymdfärd  |
| Flygingenjör 4 |                                               | Mikhail Korniyenko, RSA Hans andra rymdfärd   |
| Flygingenjör 5 |                                               | Tracy E. Caldwell, NASA Hennes andra rymdfärd |